# Synopeas nepalense
Synopeas nepalense är en stekelart som beskrevs av Durgadas Mukerjee 1981. Synopeas nepalense ingår i släktet Synopeas och familjen gallmyggesteklar. Inga underarter finns listade i Catalogue of Life.